# John Robert Gregg

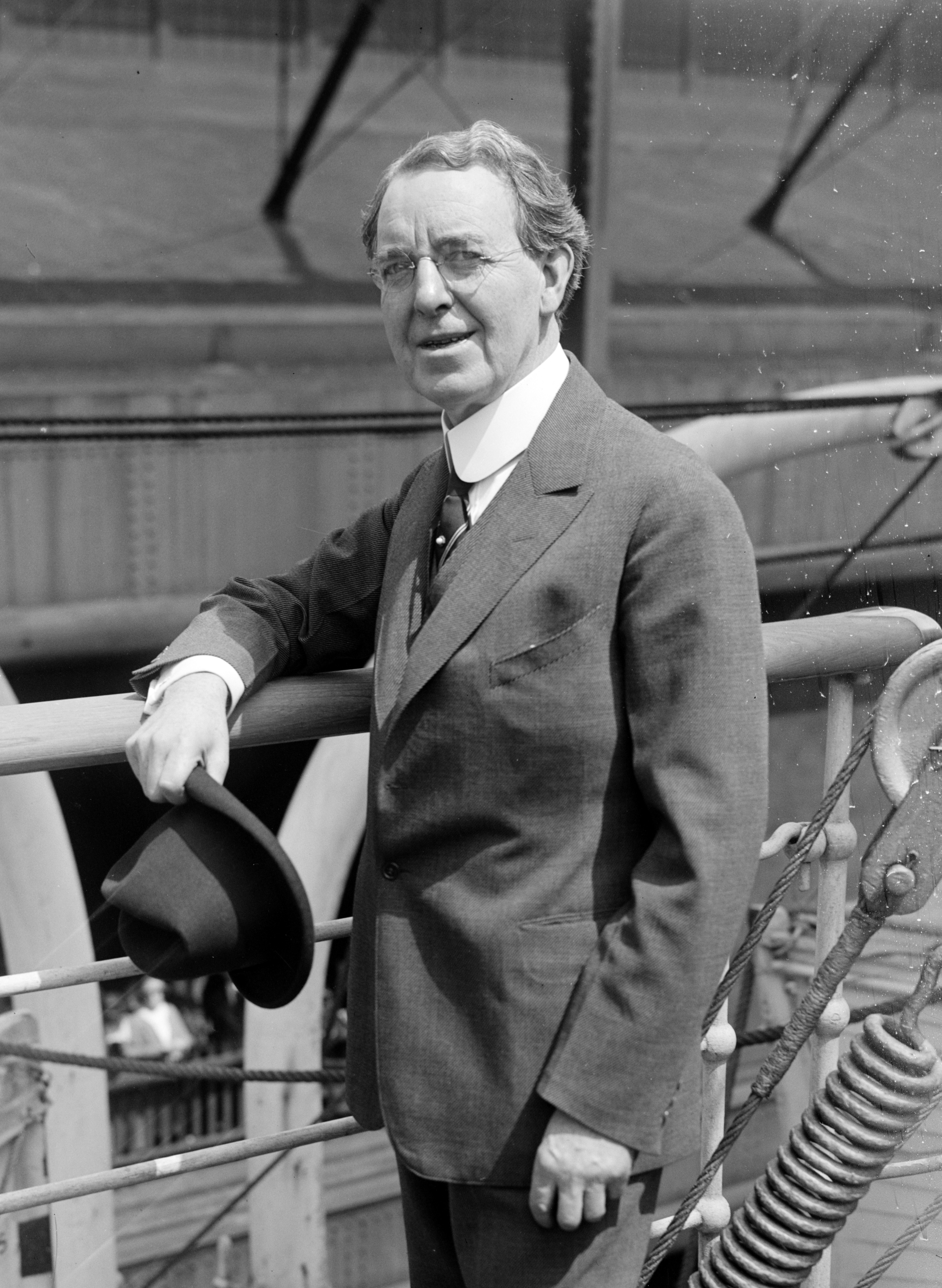
John Robert Gregg.

John Robert Gregg (Rockcorry, Irlanda, 17 de junio de 1867 - Cannondale, 23 de febrero de 1948) fue un inventor y educador irlandés, creó el sistema de escritura fonética Taquigrafía Gregg.

## Biografía
Nació el 17 de junio de 1867 en Rockcorry (Condado de Monaghan, Irlanda) y falleció el 23 de febrero de 1948 en Cannondale (Connecticut, Estados Unidos). Inventó el sistema de taquigrafía Gregg.